# 3750 Ilizarov
3750 Ilizarov eller 1982 TD1 är en asteroid i huvudbältet som upptäcktes den 14 oktober 1982 av den rysk-sovjetiska astronomen Ljudmila Karatjkina vid Krims astrofysiska observatorium på Krim. Den är uppkallad efter den sovjetiske ortopediske kirurgen Gavrijl Ilizarov.
Asteroiden har en diameter på ungefär tolv kilometer och den tillhör asteroidgruppen Eos.